# Campeonato Mundial de Ciclismo en Pista de 1895
El III Campeonato Mundial de Ciclismo en Pista se celebró en Colonia (Alemania) entre el 17 y el 19 de agosto de 1895 bajo la organización de la Asociación Ciclista Internacional y la Federación Alemana de Ciclismo.
Las competiciones se realizaron en el Velódromo de Riehl de la ciudad germana. En total se disputaron 4 pruebas, 2 para ciclistas profesionales y 2 para ciclistas aficionados o amateur.

## Medallistas

### Profesional
| Evento      | Oro                       | Plata                        | Bronce                |
| ----------- | ------------------------- | ---------------------------- | --------------------- |
| Velocidad   | Robert Protin · Bélgica   | George Banker Estados Unidos | Émile Huet · Bélgica  |
| Medio fondo | Jimmy Michael Reino Unido | Henri Luyten · Bélgica       | Hans Hofmann Alemania |

### Amateur
| Evento      | Oro                            | Plata                         | Bronce                  |
| ----------- | ------------------------------ | ----------------------------- | ----------------------- |
| Velocidad   | Jaap Eden · Países Bajos       | Christian Petersen Dinamarca  | Jean Schaaf Alemania    |
| Medio fondo | Mathieu Cordang · Países Bajos | Kees Witteveen · Países Bajos | Wilhelm Henie · Noruega |

## Medallero
| Núm. | País           | Oro | Plata | Bronce | Total |
| ---- | -------------- | --- | ----- | ------ | ----- |
| 1    | Países Bajos   | 2   | 1     | 0      | 3     |
| 2    | Bélgica        | 1   | 1     | 1      | 3     |
| 3    | Reino Unido    | 1   | 0     | 0      | 1     |
| 4    | Dinamarca      | 0   | 1     | 0      | 1     |
| 4    | Estados Unidos | 0   | 1     | 0      | 1     |
| 6    | Alemania       | 0   | 0     | 2      | 2     |
| 7    | Noruega        | 0   | 0     | 1      | 1     |
|      | TOTAL          | 4   | 4     | 4      | 12    |